# Disney Channel
A Disney Csatorna Magyarország (Disney Channel) ifjúsági csatorna, melyet a Disney-ABC Television Group működtet. Célközönsége főként a 4-15 éves gyermekekre és családjaikra épül. A csatorna a közép- és kelet-európai régió tagja, melynek Románia és Bulgária, Lengyelország, Magyarország és Csehország a tagjai. A "Disney Channel Central Europe" Csehország, Szlovákia és Magyarország területén fogható adó, különböző hangsávokkal.

## Története
Magyarországon Fox Kidsként kezdte meg sugárzását, 2000 első felében, eleinte kizárólag egy műsorblokként az M1-en, majd 2000 szeptemberétől önálló csatornán. 2001 februárjában az önálló magyar változatot Csehországban és Szlovákiában is kiterjesztették, és azóta kétnyelvű lett. A csatorna ezen a néven működött 2004. december 31-ig, mikor a The Walt Disney Company felvásárolta a Fox Broadcasting Company-től azt, és új csatornát indított Jetix néven hasonló célközönséggel és műsorokkal, mint a Fox Kids jogutódja. A Fox Kids mint műsorblokk az M1-en 2001-2002-ben szűnt meg, az eredeti amerikai csatorna 2002-ben megszűnt.
2009-ben a The Walt Disney Company úgy döntött, az Egyesült Államokban már 1983 óta futó csatornát, mely "Disney Channel" név alatt sugároz, kiterjeszti az egész világra, illetve ugyanezt teszi az eddig online futó televíziós csatornájával, a Disney XD-vel. 2009 szeptemberére a Jetix összes adásváltozata megszűnt, köztük a hazai, mely Csehországgal futott közös képsávban. Így a Disney Channel Közép-Kelet Európa csoport tagjai (Bulgária, Románia, Oroszország, Csehország és Magyarország) 2009. szeptember 19-én a Jetix megszüntetésekor a csatorna helyén Disney Channel néven indítottak csatornát. Ezzel ellentétben a világ legtöbb pontján a Jetix helyére a Disney XD került és külön csatornán indult el a helyi Disney Channel.
A csatorna 2009. szeptember 19-től viseli a Disney Channel - a magyar változatban Disney Csatorna - nevet. A Jetix Disney-gyártású műsorai továbbra is adásban maradtak, valamint olyan új sorozatok kerültek bemutatásra, mint a Jonas és a Sonny a sztárjelölt, valamint a későbbiekben ezekhez hasonlóan további, jelentős számú élőszereplős vígjátéksorozatok, illetve inkább a tizenévesekhez szóló műsorok.
2010. január 1-től a csatorna reklámidejét az Atmedia értékesíti.
2012 decemberétől a csatorna az Egyesült Államok és az Egyesült Királyság által is használt szignálokat vetíti, és ahogy azt azelőtt tette, igyekszik elkerülni a szövegek megjelenítését ajánlókban, identekben. Az ajánlók közben általában szöveget csak a logókban lehet találni, melyek az eredeti, angol nyelvű változatban vannak feltüntetve. A reklámok a mai napig az indulástól kezdve vegyesen csehek illetve magyarok - a cseh hangsávban a magyar reklámokat zene kíséri, és ez ugyanígy igaz a magyar hangsávra is, fordítottan.
A reklámsáv nyitásánál és zárásánál a felirat kétnyelvű (reklám és reklama), viszont 2013 júniusában és decemberében az aktuális évszakhoz illő szignálban csak magyarul szerepelt a kiírás, a cseh/szlovák reklama feliratot kihagyták.
2014. július 21-én vette át a csatorna az új arculatot és logót, mely először Németországban mutatkozott be 2014 januárjában.
A csatorna 2015. január 29-én váltott 16:9-es szélesvásznú adásra.
2022. szeptember 1-én a csatorna új arculatot kapott.
A csatorna magyar hangja Horváth Miklós Zoltán, korábban Joó Gábor és Sipos Eszter Anna. Az ajánlókban és az inzertekben pedig közreműködött Endrédi Máté, Szabó Máté, Szabó Zselyke, Koroknay Géza,Törtei Tünde, Zakariás Éva és Kisfalusi Lehel.

## Sorozatok

### Jelenleg

#### Élőszereplős
| #                                       | Magyar cím                    | Eredeti cím                  | Eredeti adó    | Magyar premier       | Eredeti premier   |
| --------------------------------------- | ----------------------------- | ---------------------------- | -------------- | -------------------- | ----------------- |
| 1.                                      | Ayla                          | Ayla y Los Mirror            | Disney+        | 2024. szeptember 30. |                   |
| 2.                                      | Waverly hely: Az új varázslók | Wizards Beyond Waverly Place | Disney Channel | 2025. március 24.    | 2024. október 29. |
| † az eredeti országban már befejeződött |                               |                              |                |                      |                   |

#### Animációs
| #                                       | Magyar cím                                          | Eredeti cím                               | Eredeti adó    | Magyar premier      | Eredeti premier      |
| --------------------------------------- | --------------------------------------------------- | ----------------------------------------- | -------------- | ------------------- | -------------------- |
| 1.                                      | Miraculous – Katicabogár és Fekete Macska kalandjai | Miraculous: Tales of Ladybug and Cat Noir | TF1            | 2015. december 6.   | 2015. szeptember 1.  |
| 2.                                      | Green család a nagyvárosban                         | Big City Greens                           | Disney Channel | 2019. január 21.    | 2018. június 18.     |
| 3.                                      | Fiú, lány, stb.                                     | Boy Girl etc.                             | Gulli          | 2021. augusztus 23. | 2019. október 31.    |
| 4.                                      | GhostForce                                          | GhostForce                                | TF1            | 2022. február 28.   | 2021. augusztus 28.  |
| 5.                                      | Bluey                                               | Bluey                                     | ABC Kids       | 2023. június 5.     | 2018. október 1.     |
| 6.                                      | Marvel: Póki és csodálatos barátai                  | Spidey and His Amazing Friends            | Disney Junior  | 2023. június 5.     | 2021. augusztus 6.   |
| 7.                                      | Hörcsi és Gretel                                    | Hamster & Gretel                          | Disney Channel | 2023. június 5.     | 2022. augusztus 12.  |
| 8.                                      | Kiff                                                | Kiff                                      | Disney Channel | 2023. október 2.    | 2022. március 10.    |
| 9.                                      | A zombik visszatérnek                               | Zombies: The Re-Animated Series           | Disney Channel | 2023. október 28.   | 2023. július 21.     |
| 10.                                     | Star Wars: Fiatal Jedik kalandjai                   | Star Wars: Young Jedi Adventures          | Disney+        | 2024. május 20.     | 2023. május 4.       |
| 11.                                     | Mickey egér: Játszóház                              | Mickey egér: Játszóház                    | Disney Junior  | 2024. november 11.  | 2021. július 16.     |
| 12.                                     | A mentőosztag                                       | Firebuds                                  | Disney Junior  | 2025. február 24.   | 2023. szeptember 21. |
| 13.                                     | SzuperCicák                                         | SuperKitties                              | Disney jr.     | 2025. április 28.   | 2023. január 12.     |
| 14.                                     | StuGo                                               | StuGo                                     | Disney Channel | 2025. május 12.     | 2025. január 11.     |
| † az eredeti országban már befejeződött |                                                     |                                           |                |                     |                      |

### Félbemaradt sorozatok

#### Élőszereplős
| No. | Magyar cím                     | Eredeti cím                     | Eredeti csatorna | Le nem adott évad |
| --- | ------------------------------ | ------------------------------- | ---------------- | ----------------- |
| 1.  | Makoi hableányok               | Mako: Island of Secrets         | Network Ten      | 3. évad           |
| 2.  | Wolfblood                      | Wolfblood                       | CBBC             | 3-5. évad         |
| 3.  | Zeke és Luther                 | Zeke & Luther                   | Disney XD        | 3. évad           |
| 4.  | Alex és bandája                | Alex & Co.                      | Disney Channel   | Különkiadás       |
| 5.  | Szünidei napló                 | Summer Break Diaries            | Disney Channel   | 2. évad           |
| 6.  | The Lodge                      | The Lodge                       | Disney Channel   | 2. évad           |
| 7.  | MC2 küldetés                   | Project MC2                     | Netflix          | 2-6. évad         |
| 8.  | Kirby Buckets kalandjai        | Kirby Buckets                   | Disney XD        | 3. évad           |
| 9.  | Bia                            | Bia                             | Disney Channel   | különkiadás       |
| 10. | 11                             | O11CE                           | Disney XD        | 3. évad           |
| 11. | A Titokzatos Benedict Társaság | The Mysterious Benedict Society | Disney+          | 2. évad           |
| 12. | Sulphur Springs titkai         | Secrets of Sulphur Springs      | Disney Channel   | 3. évad           |

#### Animációs
| No. | Magyar cím                             | Eredeti cím                         | Eredeti csatorna             | Le nem adott évad         |
| --- | -------------------------------------- | ----------------------------------- | ---------------------------- | ------------------------- |
| 1.  | Wander, a galaktikus vándor            | Wander Over Yonder                  | - Disney Channel - Disney XD | 2. évad                   |
| 2.  | Zombik szigete                         | Camp Lakebottom                     | Teletoon                     | 2. évad fele és 3. évad   |
| 3.  | Randy Cunningham: Kilencedikes nindzsa | Randy Cunningham: 9th Grade Ninja   | Disney XD                    | 2. évad                   |
| 4.  | LoliRock                               | LoliRock                            | France 3                     | 2. évad                   |
| 4.  | Sunny Bunnies                          | Sunny Bunnies                       | Disney Channel               | 1. évad fele és 2-4. évad |
| 6.  | Star Wars: A sors erői                 | Star Wars: Forces of Destiny        | Disney Channel               | 2. évad                   |
| 7.  | Miles a jövőből                        | Miles from Tomorrowland             | Disney Channel Disney Junior | 1. évad fele és 2-3. évad |
| 8.  | Az Oroszlán őrség                      | The Lion Guard                      | Disney Channel Disney Junior | 2-3. évad                 |
| 9.  | Elena, Avalor hercegnője               | Elena of Avalor                     | Disney Channel               | 2-3. évad                 |
| 10. | Cili seriff és a vadnyugat             | Sheriff Callie's Wild West          | Disney Junior                | 2. évad                   |
| 11. | Mickey és az autóversenyzők            | Mickey and the Roadster Racers      | Disney Channel Disney Junior | 2-3. évad                 |
| 12. | Marvel Pókember                        | Marvel's Spider-Man                 | Disney XD                    | 2. évad                   |
| 13. | Pizsihősök                             | PJ Masks                            | Disney Junior                | 2-3. évad                 |
| 14. | Kutyapajtik                            | Puppy Dog Pals                      | Disney Junior                | 1 évad fele és 2. évad    |
| 15. | Hotel Transzilvánia: A sorozat         | Hotel Transylvania: The Series      | Disney Channel               | 2. évad                   |
| 16. | Kacsamesék                             | DuckTales                           | Disney XD                    | 2-3. évad                 |
| 17. | Kitty nem cica                         | Kitty Is Not A Cat                  | Seven Network                | 2. évad                   |
| 18. | Star Wars: Ellenállás                  | Star Wars Resistance                | Disney Channel               | 2. évad                   |
| 19. | Mickey egér                            | Mickey Mouse                        | Disney Channel               | 5. évad                   |
| 20. | Supa Strikas                           | Supa Strikas                        | Disney Channel               | 3-7. évad                 |
| 21. | Disney Zombik: Addison szörnyrejtélye  | Addison's Monster Mystery           | Disney Channel               | 1. évad                   |
| 22. | Mickey egér csodálatos világa          | The Wonderful World of Mickey Mouse | Disney+                      | Különkiadás               |

### Befejezett

#### Élőszereplős
| No. | Magyar cím                                      | Eredeti cím                             | Eredeti csatorna |
| --- | ----------------------------------------------- | --------------------------------------- | ---------------- |
| 1.  | Varázslók a Waverly helyből                     | Wizards of Waverly Place                | Disney Channel   |
| 2.  | Benne vagyok a bandában                         | I'm in the band                         | Disney XD        |
| 3.  | Aaron Stone                                     | Aaron Stone                             | Disney XD        |
| 4.  | Jake és Blake                                   | Jake & Blake                            | Disney Channel   |
| 5.  | Vámpírunk, a gyerekcsősz                        | My Babysitter's a Vampire               | Teletoon         |
| 6.  | Hannah Montana                                  | Hannah Montana                          | Disney Channel   |
| 7.  | Sonny, a sztárjelölt                            | Sonny with a Chance                     | Disney Channel   |
| 8.  | H2O: Egy vízcsepp elég                          | H2O: Just Add Water                     | Network Ten      |
| 9.  | Jonas                                           | Jonas                                   | Disney Channel   |
| 10. | Jonasék Los Angelesben                          | Jonas L.A.                              | Disney Channel   |
| 11. | Zack és Cody a fedélzeten                       | The Suit Life on Deck                   | Disney Channel   |
| 12. | Zack és Cody élete                              | The Suit Life of Zack and Cody          | Disney Channel   |
| 13. | Indul a risza!                                  | Shake It Up                             | Disney Channel   |
| 14. | Zsenipalánták                                   | A.N.T. Farm                             | Disney Channel   |
| 15. | Sok sikert, Charlie!                            | Good Luck Charlie!                      | Disney Channel   |
| 16. | Vigyázz, kész, rajz!                            | Disney's Win, Lose or Draw              | Disney Channel   |
| 17. | Légy kreatív!                                   | Art Attack                              | CITV             |
| 18. | Crash és Bernstein                              | Crash & Bernstein                       | Disney XD        |
| 19. | Violetta                                        | Violetta                                | Disney Channel   |
| 20. | I Love Violetta                                 | I Love Violetta                         | Disney Channel   |
| 21. | Az eb és a web                                  | Dog with a Blog                         | Disney Channel   |
| 22. | Szuperdokik                                     | Mighty Med                              | Disney XD        |
| 23. | Jessie                                          | Jessie                                  | Disney Channel   |
| 24. | Binny és a szellem                              | Binny und der Geist                     | Disney Channel   |
| 25. | Király páros                                    | Pair of Kings                           | Disney XD        |
| 26. | Austin és Ally                                  | Austin & Ally                           | Disney Channel   |
| 27. | Anna és a droidok                               | Annedroids                              | Amazon Video     |
| 28. | Violetta: Angie konyhája                        | Angie e le ricette di Violetta          | Disney Channel   |
| 29. | Laborpatkányok                                  | Lab Rats                                | Disney XD        |
| 30. | Egy videójátékos majdnem mindenre jó kézikönyve | Gamer’s Guide to Pretty Much Everything | Disney XD        |
| 31. | Evermoor titkai                                 | The Evermoor Chronicles                 | Disney Channel   |
| 32. | Laborpatkányok: Az elit csapat                  | Lab Rats: Elite Force                   | Disney XD        |
| 33. | K.C., a tinikém                                 | K.C. Undercover                         | Disney Channel   |
| 34. | Liv és Maddie                                   | Liv and Maddie                          | Disney Channel   |
| 35. | Hank Zipzer                                     | Hank Zipzer                             | CBBC             |
| 36. | Nem én voltam!                                  | I Didn't Do It                          | Disney Channel   |
| 37. | Riley a nagyvilágban                            | Girl Meets World                        | Disney Channel   |
| 38. | Parafalva                                       | Spooksville                             | Hub Network      |
| 39. | Öribarik                                        | Best Friends Whenever                   | Disney Channel   |
| 40. | A zűr közepén                                   | Stuck in the Middle                     | Disney Channel   |
| 41. | Soy Luna                                        | Soy Luna                                | Disney Channel   |
| 42. | Harcra fel!                                     | Kickin' It!                             | Disney XD        |
| 43. | Bizaardvark                                     | Bizaardvark                             | Disney Channel   |
| 44. | Bug Juice: Tábori kalandjaim                    | Bug Juice: My Adventures at Camp        | Disney Channel   |
| 45  | Mech-X4                                         | Mech-X4                                 | Disney XD        |
| 46. | Száguldó Layne                                  | Fast Layne                              | Disney Channel   |
| 47. | Penny a M.A.R.S.-ból                            | Penny on M.A.R.S                        | Disney Channel   |
| 48. | Coop és Cami megkérdezi!                        | Coop & Cami Ask the World               | Disney Channel   |
| 49. | Dobd be magad!                                  | Just Roll with It                       | Disney Channel   |
| 50. | Gabby Duran galaktikus kalandjai                | Gabby Duran & the Unsittables           | Disney Channel   |
| 51. | Sydney és Max                                   | Sydney to the Max                       | Disney Channel   |
| 52  | Raven otthona                                   | Raven's Home                            | Disney Channel   |
| 53. | Kikiwaka tábor                                  | Bunk'd                                  | Disney Channel   |
| 54. | A Valley View gonosztevői                       | The Villians of Valley View             | Disney Channel   |

#### Animációs
| No. | Magyar cím                                   | Eredeti cím                              | Eredeti csatorna                             |
| --- | -------------------------------------------- | ---------------------------------------- | -------------------------------------------- |
| 1   | Cserecsapat                                  | The Replacements                         | Disney Channel                               |
| 2   | Király suli                                  | The Emperor's New School                 | Disney Channel                               |
| 3   | Kim Possible                                 | Kim Possible                             | Disney Channel                               |
| 4   | Brandy és Mr. Bajusz                         | Brandy and Mr. Whiskers                  | Disney Channel                               |
| 5   | Szünet                                       | Recess                                   | ABC                                          |
| 6   | Pecatanya                                    | Fish Hooks                               | Disney Channel                               |
| 7   | Lilo és Stitch                               | Lilo & Stitch                            | ABC                                          |
| 8   | Angyali keresztszülők                        | The Fairly OddParents                    | Nickelodeon                                  |
| 9   | Felspannolva                                 | Stoked                                   | Teletoon                                     |
| 10  | Kick Buttowski: A külvárosi fenegyerek       | Kick Buttowski: Suburban Daredevil       | Disney XD                                    |
| 11  | Jimmy Cool                                   | Jimmy Two-Shoes                          | Teletoon                                     |
| 12  | Született kémek                              | Totally Spies!                           | JETIX Cartoon Network                        |
| 13  | Kid vs. Kat                                  | Kid vs. Kat                              | YTV                                          |
| 14  | Amerikai sárkány                             | American Dragon: Jake Long               | Disney Channel                               |
| 15  | Timon és Pumbaa                              | Timon and Pumbaa                         | Disney Channel                               |
| 16  | Sabrina, a tiniboszorkány                    | Sabrina: Secrets of a Teenage Witch      | Hub Network                                  |
| 17. | Bajusz Birodalom                             | Whisker Haven Tales with the Palace Pets | Disney Junior                                |
| 18. | Rejtélyek városkája                          | Gravity Falls                            | Disney Channel (1. évad) Disney XD (2. évad) |
| 19. | Lego Star Wars: Az ellenállás hajnala        | Lego Star Wars: The Resistance Rises     | Disney XD                                    |
| 20. | Pókember elképesztő kalandjai                | Ultimate Spider-Man                      | Disney XD                                    |
| 21. | Boyster, az osztrigafiú                      | Boyster                                  | Disney XD                                    |
| 22. | Jégvarázs: Északi fény                       | Frozen: Northern Lights                  | Disney Channel                               |
| 23. | Phineas és Ferb                              | Phineas and Ferb                         | Disney Channel Disney XD                     |
| 24. | Penn Zero, a félállású hős                   | Penn Zero: Part-Time Hero                | Disney XD                                    |
| 25. | Star Wars: Lázadók                           | Star Wars Rebels                         | Disney XD                                    |
| 26. | Hamis cica                                   | Counterfeit Cat                          | Disney XD Teletoon                           |
| 27. | A 7T                                         | The 7D                                   | Disney XD                                    |
| 28. | Flash és a Ronkok                            | Rolling with the Ronks!                  | Disney Channel                               |
| 29. | Star Darlings: Csillagocskák                 | Star Darlings                            | Disney Channel                               |
| 30. | Zhu Zhu                                      | The ZhuZhus                              | Disney Channel YTV                           |
| 31. | Cracké                                       | Cracké                                   | Teletoon                                     |
| 31  | Lego Star Wars: A Freemaker család kalandjai | Lego Star Wars: The Freemaker Adventures | Disney XD                                    |
| 32. | Csillag kontra Gonosz Erők                   | Star vs. the Forces of Evil              | Disney XD                                    |
| 33. | Aranyhaj: A sorozat                          | Tangled: The Series                      | Disney Channel                               |
| 34. | Dalmata utca 101.                            | 101 Dalmatian Street                     | Disney Channel                               |
| 35. | Bogár cimbik                                 | Best Bug Forever                         | Disney Channel                               |
| 36. | Milo Murphy törvénye                         | Milo Murphy's Law                        | Disney Channel                               |
| 37. | Sadie Sparks                                 | Sadie Sparks                             | Disney Channel                               |
| 38. | Hős6os: A sorozat                            | Big Hero 6: The Series                   | Disney Channel                               |
| 39. | Békaland                                     | Amphibia                                 | Disney Channel                               |
| 40  | A megállíthatatlan sárga jeti                | The Unstoppable Yellow Yeti              | Disney Channel                               |
| 41. | Verdák az utakon                             | Cars on the Road                         | Disney+                                      |
| 42. | A szellem és Molly McGee                     | The Ghost and Molly McGee                | Disney Channel                               |
| 43. | Viking suli                                  | Vikingskool                              | Okoo                                         |
| 44. | Bonbon és Bentley                            | Taffy                                    | France 4                                     |
| 45  | Chip és Dale – Élet a parkban                | Chip 'n' Dale: Park Life                 | Disney+                                      |
| 46. | Fele-fele hősök                              | Héros à moitié                           | France 4                                     |
| 47. | Tini drón osztag                             | Droners                                  | Disney Channel                               |
| 48. | Szörnyszakik                                 | Monsters at Work                         | Disney Channel                               |
| 49. | Hailey megoldja!                             | Hailey's on It!                          | Disney Channel                               |
| 50  | Primók                                       | Primos                                   | Disney Channel                               |

#### Reklámszünetek alatt
| No. | Magyar cím             | Eredeti cím               | Eredeti csatorna           |
| --- | ---------------------- | ------------------------- | -------------------------- |
| 1   | A kabalák titkos élete | Suckers                   | Cartoon Network Disney XD  |
| 2   | Verdanimációk          | Cars Toons                | Toon Disney Disney Channel |
| 3   | A Bagoly               | The Owl                   | CBBC                       |
| 4   | Brian O’Brian          | Brian O’Brian             | Disney Channel             |
| 5   | Nevess Mickey-vel!     | Have a Laugh!             | Disney Channel             |
| 6   | Toy Story Toons        | Toy Story Toons           | Disney Channel             |
| 7   | Utódok: Komisz világ   | Descendants: Wicked World | Disney Channel             |
| 8   | Olaf bemutatja         | Olaf Presents             | Disney+                    |

## Eredeti filmek
- 16 kívánság (16 Wishes)
- Alex és bandája: Hogyan nőjünk fel a szüleink akarata ellenére (Come diventare grandi nonostante i genitori)
- Apurablók (Dadnapped)
- Anya és lánya: Kaliforniai kaland (Mère et Fille: California Dream)
- Aranyhaj: Az örökkön örökké előtt (Tangled: Before Ever After)
- Avalon Gimi (Avalon High)
- Bájos törtető (Geek Charming)
- Bar/átok (Frenemies)
- Bátyám a főcserkészlány (Den brother)
- Betekeredve (Under Wraps)
- Betekeredve 2. (Under Wraps 2)
- Boszorkányváros (Halloween Town)
- Boszorkányváros II.: Kalabar bosszúja (Halloweentown II: Kalabar's Revenge)
- Csaj kontra Szörny (Girl vs. Monster)
- Csere (The Swap)
- Csináld magad szuper pasi (How to Build a Better Boy)
- Csiribí-csiribá (Twitches)
- Csiribí-csiribá 2. (Twitches Two)
- Csirke kabala módra (Hatching Pete)
- Cloud 9 (Cloud 9)
- Égenjárók (Skyrunners)
- Életre kelt napló (Read It and Weep)
- Green család a nagyvárosban – A film: Űrvakáció (Big City Greens the Movie: Spacecation)
- Hadd soul-jon (Let It Shine)
- Hajmeresztő nap (Bad Hair Day)
- Hannah Montana: A film (Hannah Montana: The Movie)
- Harriet, a kém: Blogháborúk (Harriet The Spy: Bloge Wars)
- Havas karácsonyt kívánunk! (The Ultimate Christmas Present)
- Hercegnővédelmi program (Princess Protection Program)
- Időlovagok (Minutemen)
- Az ír manó szerencséje (The Luck of the Irish)
- Johnny Kapahala: Vissza a szörfdeszkára (Johnny Kapahala: Back on Board)
- Johnny Cunami (Johnny Tsunami)
- Karácsony… már megint? (Christmas Again)
- Két bébiszitter kalandjai (Adventures in Babysitting)
- Kis tini hős (Kim Possible)
- Kössétek be magatokat! (Under Wraps)
- A láthatatlan tesó (Invisible Sister)
- Limonádé (Lemonade Mouth)
- Megkutyulva (Zapped)
- Mixelj (Spin)
- Nem férek a bőrödbe (Freaky Friday)
- Párduclányok (The Cheetah Girls)
- Párduclányok 2. (The Cheetah Girls 2)
- Párduclányok 3. (The Cheetah Girls One World)
- Phineas és Ferb a 2. dimenzióban (Phineas and Ferb the Movie: Across the 2nd Dimension)
- Pótmikulás akcióban ('Twas the Night)
- Rádió-Láz (Radio Rebel)
- Randevú a vámpírral (Mom's Got a Date with a Vampire)
- Randiztam egy sztárral (Starstruck)
- Rocktábor (Camp Rock)
- Rocktábor 2. – A záróbuli (Camp Rock 2: The Final Jam)
- Sánta kutya (Pants on Fire)
- Sharpay csillogó kalandja (Shapay's Fabolous Adventure)
- Sok sikert, Charlie: A film – A nagy utazás (Good Luck Charlie, It's Christmas!)
- Szerelmes hangjegyek (High School Musical)
- Szerelmes hangjegyek 2. (High School Musical 2)
- High School Musical 3. – Végzősök (High School Musical 3: Senior Year)
- Száguldj, csajszi! (Motocrossed)
- Sztár, ami nincs (Pixel Perfect)
- Táncoslábú kamaszlányok (Gotta kick it up!)
- Tejben-vajban, bajban (Cow Belles)
- Tengerparti Tini Mozi (Teen Beach Movie)
- Tengerparti tini mozi 2. (Teen Beach 2)
- Térdvédő vagy flitter (Go Figure)
- The Naughty Nine: Jobb lopni, mint kapni (The Naughty Nine)
- Tinikadét (Cadet Kelly)
- Tinizseni (Genius)
- A tizenharmadik év (The Thirteenth Year)
- Tótágas mágia (Upside-Down Magic)
- Ugorj be! (Jump in!)
- Utódok (Descendants)
- Utódok 2. (Descendants 2)
- Utódok 3. (Descendants 3)
- Utódok: A királyi esküvő (Descendants: The Royal Wedding)
- Utódok: Vörös felemelkedése (Descendants: The Rise of Red)
- Varázslók a Waverly helyből – A film (Wizards of Waverly Place: The Movie)
- Violetta – A koncert (Violetta: La emoción del concierto)
- Violetta: A színpadon (Violetta: The Journey)
- Viva High School Musical Argentina (High School Musical: El Desafío)
- Viva High School Musical Mexico (High School Musical: El Desafíó Mexico)
- Wendy Wu: Hazatérő harcos (Wendy Wu: Homecomming Warrior)
- Zack és Cody egy ikerkísérletben (The Suite Life Movie)
- Zenon: A (z)űrlány (Zenon: Girl of the 21st Century)
- Zenon II.: Részecske (Zenon: The Zequel)
- Zombi tábor (Bunks)
- Zombik (Z-O-M-B-I-E-S)
- Zombik 2. (Zombies 2)
- Zombik 3. (Zombies 3)

## Walt Disney filmek
- 101 kiskutya 2. – Paca és Agyar (101 Dalmatians II: Patch's London Adventure)
- Aladdin
- Aladdin 2. – Aladdin és Jafar (Aladdin and Jafar)
- Aladdin 3. – Aladdin és a tolvajok fejedelme (Aladdin and the King of Thieves)
- Aranyhaj és a nagy gubanc (Tangled)
- Bambi 2. – Bambi és az erdő hercege (Bambi II)
- Bűbáj (Enchanted)
- Chip és Dale: A Csipet Csapat (Chip 'n Dale: Rescue Rangers)
- Csingiling: A szárnyak titka (Secret of the Wings)
- Csingiling és a nagy tündérmentés (Tinker Bell and the Great Fairy Rescue)
- Csingiling és az elveszett kincs (Tinker Bell and the Lost Treasure)
- Dínó (Dinosaur)
- A dzsungel könyve (The Jungle Book)
- A dzsungel könyve 2. (The Jungle Book 2)
- Éjszaka a múzeumban: Kahmunrah visszatér (Night at the Museum: Kahmunrah Rises Again)
- Egy bogár élete (A Bug's Life)
- Hamupipőke (Cinderella)
- Hamupipőke 2. – Az álmok valóra válnak (Cinderella II: Dreams Come True)
- Herkules (Hercules)
- Hófehérke és a hét törpe (Snow White and the Seven Dwarfs)
- Ideje együtt lenni! (From Our Family to Yours)
- Kacsamesék: Az elveszett lámpa kincse (DuckTales the Movie: Treasure of the Lost Lamp)
- A kincses bolygó (Treasure Planet)
- A kis hableány (The Little Mermaid)
- A kis hableány 2. – A tenger visszavár (The Little Mermaid II: Return to the Sea)
- Malacka, a hős (Piglet's Big Movie)
- Mentőcsapat a kenguruk földjén (The Rescuers Down Under)
- Merida, a bátor (Brave)
- Micimackó (2011) (Winnie the Pooh)
- Micimackó kalandjai (The Many Adventures of Winnie the Pooh)
- Micimackó: Tavaszolás Zsebibabával (Winnie the Pooh: Springtime with Roo)
- Mickey egér – A három muskétás (Mickey, Donald, Goofy: The Three Musketeers)
- Mickey varázslatos karácsonya: Hórabság az Egértanyán (Mickey's Magical Christmas: Snowed in at the House of Mouse)
- Mulan (Mulan)
- Mulan 2. (Mulan 2)
- Némó nyomában (Finding Nemo)
- Nincs több suli (Recess: School's Out)
- Az oroszlánkirály (The Lion King)
- Az oroszlánkirály 2. – Simba büszkesége (The Lion King II: Simba's Pride)
- Az oroszlánkirály 3. – Hakuna Matata (The Lion King 1½)
- Pán Péter – Visszatérés Sohaországba (Return to Neverland)
- Pinokkió (Pinocchio)
- Pocahontas (Pocahontas)
- Pocahontas 2. – Vár egy új világ (Pocahontas II: Journey to a New World)
- Repcsik: A mentőalakulat (Planes: Fire & Rescue)
- A szépség és a szörnyeteg (Beauty and the Beast)
- Susi és Tekergő (Lady and the Tramp)
- Tarzan 2. (Tarzan II)
- Tigris színre lép (The Tigger Movie)
- Volt egyszer egy hóember (Once Upon a Snowman)
- Volt egyszer egy stúdió (Once Upon a Studio)

## Egyéb filmek
- Anyák sztrájkja (Mom's on Strike)
- Apád-anyád idejöjjön! (The Parent Trap)
- Bigyó felügyelő (Inspector Gadget)
- Egy ropi naplója (Diary of a Wimpy Kid)
- Egy ropi naplója – Karácsony: Négy fal között (Diary of a Wimpy Kid Christmas: Cabin Fever)
- Egy ropi naplója: Rodrick a király (Diary of a Wimpy Kid: Rodrick Rules)
- Esti mesék (Bedtime Stories)
- Fel (Up)
- Gazdátlanul Mexikóban (Beverly Hills Chihuahua)
- Gazdátlanul Mexikóban 2. (Beverly Hills Chihuahua 2)
- Használd a varázserődet! (Bob's Broken Sleigh)
- Hókölykök (Snow Buddies)
- A Hihetetlen család (The Incredibles)
- Karácsonyi kívánság (The Christmas List)
- Kedves Dracula (Dear Dracula)
- Kicsi kocsi – Tele a tank (Herbie: Fully Loaded)
- Korlátok nélkül (Full Out)
- A kölyök (The Kid)
- L’ecsó (Ratatouille)
- Lego Disney hercegnők: Kaland a kastélyban (LEGO Disney Princess: The Castle Quest)
- Lego Marvel Bosszúállók: Vörös kód (LEGO Marvel Avengers: Code Red)
- Lego Star Wars: Ijesztő mesék (Lego Star Wars Terrifying Tales)
- Lego Star Wars: Nyári vakáció (Lego Star Wars: Summer Vacation)
- Lego Star Wars: Ünnepi különkiadás (LEGO Star Wars Holiday Special)
- Lego Star Wars: Yoda krónikák – Menekülés a Jedi templomból (Star Wars: The New Yoda Chronicles - Escape from the Jedi Temple)
- Lego Star Wars: Yoda krónikák – Holocron hajsza (Star Wars: The New Yoda Chronicles - Race for the Holocrons)
- Lego Star Wars: Yoda krónikák – Támadás a Coruscant ellen (Star Wars: The New Yoda Chronicles - Raid on Coruscant)
- Lego Star Wars: Yoda krónikák – Skywalkerek támadása (Star Wars: The New Yoda Chronicles - Clash of the Skywalkers)
- Lókötők listája (The Naughty List)
- A nemzet aranya: Titkok könyve (National Treasure: Book of Secrets)
- Phineas és Ferb, a film: Candace az Univerzum ellen (Phineas and Ferb the Movie: Candace Against the Universe)
- Reszkessetek, betörők! – Otthon, édes otthon (Home Sweet Home Alone)
- Susi és Tekergő (Lady and the Tramp)
- Szörny Rt. (Monster Inc.)
- Szörnyűséges ünnep (A Monsterous Holiday)
- Toy Story – Játékháború (Toy Story)
- Toy Story – Játékháború 2. (Toy Story 2)
- Toy Story 3. (Toy Story 3)
- Toy Story – Elfeledett világ (Toy Story That Time Forgot)
- Toy Story – Terror! (Toy Story of Terror!)
- Űrkölykök (Space Buddies)
- Vad Buck jégkorszaki kalandjai (The Ice Age Adventures of Buck Wild)
- Verdák (Cars)

## Műsorblokkok

### Halloween
A Disney Csatorna halloween közeledtével az ünnepnek megfelelő filmeket sugároz. Arculata igazodik az ünnephez. 2009-ben az októberi hónap halloween műsorblokkjának elnevezése Varázslatos október volt.

### Húsvét
Húsvét első és második napján a csatorna húsvétot ünnepli.

### Karácsony
Karácsony környékén karácsonyi epizódokat tűz műsorra az adó. A logó általában téli időszak hangulatát adja át.
Megjegyzés: 2010-ben nem használtak karácsonyi logót.

### Újév
Újév napján a Disney Csatorna az újévet köszönti.

### Nyár
Nyaranta a Disney Csatorna arculata megváltozik és nyárra utaló arculati elemeket kap.
Megjegyzés: 2010-ben és 2012-ben nem váltottak nyári arculatra.

## Logók

Disney Csatorna logója 2009-2010
Disney Csatorna logója 2014-2017
Disney Csatorna logója 2017-2019
Disney Csatorna logója 2019-2022
Disney Csatorna logója 2022

## Disney Junior
A Disney Junior-blokk 2011. június 1-jén felváltotta a Playhouse Disney blokkot. A Disney Junior rajzfilmjei játékra és tanulásra ösztönzik a 2–7 éves gyerekeket, nagy hangsúlyt fektetve a kezdetleges matekra, a nyelvtanulásra, az egészséges életmódra, valamint a közösségi életre nevelésre és az érzelmi fejlődésre.
A Disney Csatorna 2014-től nem jelentkezik már a műsorblokkal, de az idősávot lecsökkentve, de műsorán tartotta a Disney Junioros sorozatokat. Külön jelzés nélkül vetítette ezeket.
A Disney Junior 2015. július 1-jétől külön csatornaként indult Magyarországon.

### Jelenlegi sorozatok
| No. | Magyar cím                 | Eredeti cím                    | Eredeti csatorna |
| --- | -------------------------- | ------------------------------ | ---------------- |
| 1   | Dr. Plüssi                 | Doc Mcstuffins                 | Disney Junior    |
| 2   | Jake és Sohaország kalózai | Jake and the Neverland Pirates | Disney Junior    |
| 3   | Mickey egér játszótere     | Mickey Mouse Clubhouse         | Disney Junior    |
| 4   | Szófia hercegnő            | Sofia the First                | Disney Junior    |
| 5   | Mouk                       | Mouk                           | Disney Junior    |
| 6   | Dzsungelélet               | Jungle Junction                | Disney Junior    |
| 7   | Zümi kalandjai             | The Hive                       | Disney Junior    |
| 8   | Cili seriff és a vadnyugat | Sheriff Callie's Wild West     | Disney Junior    |

### Szünetelő sorozatok
| No. | Magyar cím             | Eredeti cím                           | Eredeti csatorna |
| --- | ---------------------- | ------------------------------------- | ---------------- |
| 1   | Manny mester           | Handy Manny                           | Disney Junior    |
| 2   | Micimackó új kalandjai | The New Adventures of Winnie the Pooh | ABC              |
| 3   | Oso különleges ügynök  | Special Agent Oso                     | Disney Junior    |
| 4   | Ötletgyár              | Imagination Movers                    | Disney Junior    |
| 5   | Kis Einsteinek         | Little Einsteins                      | Disney Junior    |

### Érdekességek
- 2011-2013-ig a Disney Junior műsorblokk külön arculattal jelentkezett. 2014-re az arculatot már nem használták.